# Валгварнера Каропепе
Валгварнера Каропепе (итал. Valguarnera Caropepe) је насеље у Италији у округу Ена, региону Сицилија.
Према процени из 2011. у насељу је живело 7453 становника. Насеље се налази на надморској висини од 593 м.

## Становништво
| 1931.  | 1936.  | 1951.  | 1961.  | 1971.  | 1981.  | 1991. | 2001. | 2011. |
| ------ | ------ | ------ | ------ | ------ | ------ | ----- | ----- | ----- |
| 16.778 | 13.696 | 15.592 | 13.829 | 11.167 | 10.252 | 9.171 | 8.649 | 8.182 |